# Jean-Philippe Dayraut
Jean-Philippe Dayraut (Toulouse), 1969. április 14. –) francia autóversenyző. 2009 és 2013 között négyszer nyerte meg az Andros Trophy jégverseny-bajnokságot. Emellett ő fejlesztette ki a Mitjet silhouette versenyautókat, és a Circuit d'Albi versenypálya igazgatója.

## Versenyzői karrier

### Andros Trophy
Dayraut 2009-ben nyerte el első Andros Trophy címét, majd 2010-ben és 2011-ben sikeresen megvédte egy Škoda Fabiával. 2012-re a Mini Countrymanre váltott, és bejutott az utolsó fordulóba a címért, de kikapott a korábbi Formula–1-es pilótától, Alain Prosttól. Negyedik címét 2013-ban szerezte meg, majd a következő években még két címet szerzett.

### Túraautó-világbajnokság (WTCC)
Dayraut a 2013-as túraautó-világbajnokságon csatlakozott az ANOME csapatához, és egy BMW 320 TC-t vezetett versenyről versenyre, a szezonnyitó olaszországi versenytől kezdve. A 23. helyen végzett az időmérőn, majd a kaotikus esős első futamon a tizenegyedik helyezést, a második futamon pedig a 18. helyezést érte el.

## Versenyzői statisztikái

### 24 órás Le Mans-i eredmények
| Év   | Csapat                                    | Csapattársak                  | Autó                 | Osztály | Laps | Pos. | Class Pos. |
| ---- | ----------------------------------------- | ----------------------------- | -------------------- | ------- | ---- | ---- | ---------- |
| 2001 | Equipe de France FFSA Epsilon Sport Oreca | David Terrien Jonathan Cochet | Chrysler Viper GTS-R | GTS     | 4    | DNF  | DNF        |

### Túraautó-világbajnoksági teljes eredményei
(A félkövérrel szedett versenyek a pole pozíciót, a dőlt betűs futamok a leggyorsabb kört jelölik.)
| Év   | Csapat | Autó       | 1        | 2        | 3     | 4     | 5     | 6     | 7     | 8     | 9     | 10    | 11    | 12    | 13    | 14    | 15    | 16    | 17    | 18    | 19    | 20    | 21    | 22    | 23    | 24    | Pozíció | Pts |
| ---- | ------ | ---------- | -------- | -------- | ----- | ----- | ----- | ----- | ----- | ----- | ----- | ----- | ----- | ----- | ----- | ----- | ----- | ----- | ----- | ----- | ----- | ----- | ----- | ----- | ----- | ----- | ------- | --- |
| 2013 | ANOME  | BMW 320 TC | ITA 1 11 | ITA 2 23 | MAR 1 | MAR 2 | SVK 1 | SVK 2 | HUN 1 | HUN 2 | AUT 1 | AUT 2 | RUS 1 | RUS 2 | POR 1 | POR 2 | ARG 1 | ARG 2 | USA 1 | USA 2 | JPN 1 | JPN 2 | CHN 1 | CHN 2 | MAC 1 | MAC 2 | NC      | 0   |

## Fordítás
Ez a szócikk részben vagy egészben  a   Jean-Philippe Dayraut című angol Wikipédia-szócikk ezen változatának fordításán alapul.  Az eredeti cikk szerkesztőit annak laptörténete sorolja fel. Ez a jelzés csupán a megfogalmazás eredetét és a szerzői jogokat jelzi, nem szolgál a cikkben szereplő információk forrásmegjelöléseként.